# Elizabeth Christitch
Elizabeth Christitch (seudónimo, Ben Hurst; 1861 - 26 de enero de 1933) fue una periodista, escritora, poeta, traductora y patriota irlandesa y serbia.

## Biografía
Elizabeth O'Brien nació en Patrickswell, Limerick, Irlanda, de John O'Brien, procedente de Lough Gur, condado de Limerick.
Se casó con el coronel Ljubomir N. Christitch (que también se escribe Hristić) del Ejército Real de Serbia. Después de ayudar a fundar la Sociedad del Sufragio de Mujeres Católicas en 1911, asociación feminista católica (conocida desde 1923 como St. Joan's Social and Political Alliance), se instaló en el país de origen de su marido y durante la Guerra de los Balcanes en 1913, trabajó como enfermera para los soldados serbios. En la Primera Guerra Mundial, trabajó en Belgrado para la Cruz Roja.
Christitch fue periodista del Tribune, de varios diarios deLondres y del Chicago Tribune, escribiendo también ficción para varios periódicos. Tradujo al inglés el himno nacional serbio y fue esta versión la que se cantaba en Gran Bretaña durante la guerra.
Christitch usaba el seudónimo "Ben Hurst". Su novela más conocida fue  The Pride of Garr (El orgullo de Garr) (1925). Escribía sobre política balcánica e internacional, así como sobre el sufragio femenino y sobre la Home Rule de Irlanda.
Christitch fue miembro original del Comité del Fondo de Ayuda de Serbia. Ella y una de sus hijas, Annie, estuvieron prisioneras en Serbia durante tres años y medio. Christitch obtuvo su libertad gracias a la intercesión del Papa. 
Christitch y su esposo tuvieron tres hijos. Su hijo fue el general Nikola Christitch del Ejército Real Yugoslavo y ayudante de campo de ambos reyes, Alejandro I de Yugoslavia y Pedro II de Yugoslavia, y sus hijas fueron la patriota Annie Christitch y Janie Christitch, quien más tarde se convirtió en la Madre María de la Cruz. 
El Papa Benedicto XV otorgó una bendición a Christitch por su trabajo. En 1919, Elsabeth Christitch tuvo una audiencia con el Papa, que dijo "nos gustaría ver mujeres electoras en todas partes".
Christitch murió en Londres el 26 de enero de 1933 por una enfermedad cardiovascular.

## Premios y reconocimientos
- Christitch recibió medallas tanto del gobierno serbio como de la Cruz Roja Estadounidense por su trabajo.

## Obra
- Light and Shade in Albania, 1913
- A word on woman suffrage
- The Slovenes : A Small Nationality, 1918
- The Slovenes and Their Leaders, 1918
- Church conditions in Jugo-slavia, 1920
- Reunion and fusion of the southern slavs, 1921
- The Pride of Garr, 1925